# See How They Run
See How They Run (bra: Veja Como Eles Correm) é um filme britânico-americano de comédia e mistério dirigido por Tom George e escrito por Mark Chappell. Estrelado por Sam Rockwell, Saoirse Ronan, Adrien Brody, Ruth Wilson, Reece Shearsmith, Harris Dickinson e David Oyelowo, o filme foi lançado nos Estados Unidos em 16 de setembro de 2022, distribuído pela Searchlight Pictures.

## Premissa
O filme é ambientado em Londres, na década de 1950, onde um desesperado produtor de Hollywood tenta adaptar uma peça popular do West End para o cinema. Quando integrantes da produção são assassinados, o exausto Inspetor Stoppard e a novata Constable Stalker encontram-se no meio de um enigma intrigante dentro da glamourosa Theatreland de Londres.

## Elenco
- Sam Rockwell como Inspetor Stoppard[4]
- Saoirse Ronan como Constable Stalker[4]
- Adrien Brody como Leo Köpernick[5]
- Ruth Wilson como Petula Spencer[6]
- Reece Shearsmith como John Woolf[7]
- Harris Dickinson como Richard Attenborough[8]
- David Oyelowo como Mervyn Cocker-Norris[4]
- Charlie Cooper como Dennis the Usher[8]
- Shirley Henderson como a Dama[8]
- Pippa Bennett-Warner como Ann Saville[9]
- Pearl Chanda como Sheila Sim[8]
- Paul Chahidi como Fellowes[8]
- Sian Clifford como Edana Romney[8]
- Jacob Fortune-Lloyd como Gio[8]
- Lucian Msamati como Max Mallowan[10]

## Produção
O filme foi anunciado em novembro de 2020 como um filme de mistério sem título da Searchlight Pictures, dirigido por Tom George e escrito por Mark Chappell.

## Lançamento
See How They Run foi lançado nos cinemas no Reino Unido em 9 de setembro de 2022, e nos Estados Unidos em 16 de setembro. O filme foi originalmente programado para ser lançado em 30 de setembro nos Estados Unidos, mas foi antecipado em duas semanas devido à “falta de um grande produto de estúdio” no final do ano.